# Pseudohalichondria fibrosa
Pseudohalichondria fibrosa är en svampdjursart som beskrevs av Thomas Whitelegge 1901. Pseudohalichondria fibrosa ingår i släktet Pseudohalichondria och familjen Hymedesmiidae.
Artens utbredningsområde är havet kring Australien. Inga underarter finns listade i Catalogue of Life.